# قورباغه سرتخت فیلیپینی
قورباغه سرتخت فیلیپینی (نام علمی: Barbourula busuangensis) نام یک گونه از تیره آتش‌دلان است.